# پاراپلژی
پلژی (به انگلیسی: paraplegia) به معنی فلج کامل در عضلات به خصوص اندام‌ها است. پاراپلژی (Paraplegia) به معنی فلج کامل پاها وتنه در هردوسمت (هردوپا) ولی دست‌ها سالمند.
پاراپلژی اشاره به آسیب نخاعی زیر سطح مهره اول پشتی (T1) دارد. معمولاً این نوع از آسیب منجر به ضعف عضلانی و تغییرات حسی در تنه، پاها می‌شود. افراد گرفتار پاراپلژی دچار آسیب به طناب نخاعی عصب توراسیک T2 تا پایین عصب خاجی S5 می‌باشند. این افراد کنترل ارادی ادرار خود را از دست مدهند و معمولاً از سوند ادراری استفاده میکنند. همچنین برای دفع مدفوع آموزش میبینند تا این کار را به صورت نیمه ارادی و تحت کنترل در آورند.
در ابتدا اندام‌های درگیر خصوصاً پاها به حالت شل و قابل انعطاف است امّا در صورت عدم انجام ورزش‌های مخصوص به حالت فلج اسپاستیک یا انقباضی در می آید.

## سطوح
1. - اگر ضایعه در سطح مهره‌های T۲-T۵ باشد، آن را پاراپلژی در سطح بالا گویند.
  - اگر ضایعه در سطح مهره‌های T۶-T۱۲ باشد، آن را پاراپلژی در سطح میانی گویند.
  - اگر ضایعه در سطح مهره‌های L۱-L۵ باشد، آن را پاراپلژی در سطح تحتانی (پایین) گویند یعنی تنه فلج نیست.